# 3-as busz (Balassagyarmat)
A balassagyarmati 3-as busz a város egyik autóbuszvonala, a Ruhagyár és a Kábelgyár között közlekedik munkanapokon. A járatot a MÁV Személyszállítási Zrt. üzemelteti.
| Kábelgyár felé |
| --- |
| Ruhagyár – Horváth Endre utca – Mártírok útja – Nyírjesi út – Május 1. utca – Szabó Lőrinc iskola – Huszár Aladár út – Május 1. utca – Leningen Károly utca – Kossuth Lajos út – Benczúr Gyula utca – Vasútállomás – Bajcsy-Zsilinszky utca – Civitas Fortissima tér – Rákóczi fejedelem út – Kóvári út – Ipari park – Kábelgyár |

## Története
A járat 2025. március 14.-ig iskolanapokon kétszer indult: egyszer a Kábelgyártól a Szabó Lőrinc iskoláig, egyszer a Vasútállomástól a Kábelgyárig. A Vasútállomás és Kábelgyár között közlekedő járat iskolai szünetekkor nem járt. 2025. március 15.-ös menetrend alapján munkanapokon napi egyszer indul a Ruhagyár és a Kábelgyár között.

## Megállóhelyei
| 3 (Ruhagyár-Kábelgyár) |                               |                                 |                                                                                           |
| Perc (↓)               | Megállóhely                   | Átszállási kapcsolatok          | Létesítmények                                                                             |
| 0                      | Ruhagyár végállomás           | 5, 5A, 6, 6A, 6B, 6C, 7, 8      | An-Ro Ruha Kft.                                                                           |
| 1                      | Erdőgazdaság                  | 5, 5A, 6, 6B, 6C, 7, 8          |                                                                                           |
| 2                      | Mártírok útja                 | 5, 5A, 6, 6C, 7, 8              |                                                                                           |
| 3                      | Nyírjesi úti óvoda            | 5, 5A, 6, 6C, 7, 8              | Játékvár Óvoda                                                                            |
| 4                      | Jeszenszky út                 | 5, 5A, 6A, 6C, 7, 7A, 8, 8A, 8B |                                                                                           |
| 5                      | Szabó Lőrinc Általános Iskola | 5, 5A, 6A, 6C, 7, 7A, 8, 8A, 8B | Szabó Lőrinc Általános Iskola                                                             |
| 6                      | Huszár Aladár úti forduló     | 6A, 6C, 7, 7B                   |                                                                                           |
| 7                      | Szabó Lőrinc Általános Iskola | 5, 5A, 6A, 6C, 7, 7A, 8, 8A, 8B | Szabó Lőrinc Általános Iskola                                                             |
| 8                      | Jeszenszky út                 | 5, 5A, 6A, 6C, 7, 7A, 8, 8A, 8B |                                                                                           |
| 9                      | Kis posta                     | 3B, 7, 7B                       | Balassagyarmat 2. sz. posta                                                               |
| 10                     | Vasútállomás                  | 1A, 3, 3A, 5, 5A S780 , S750    | Balassagyarmat vasútállomás                                                               |
| 11                     | Malom                         | 3A, 4, 5, 5A, 66B, 6C, 7, 8     |                                                                                           |
| 12                     | Strand                        | 1B, 5A, 6B, 6C, 8, 8A           | Nagyligeti Sporttelep, Közép-Duna-völgyi Vízügyi Igazgatóság, Balassagyarmati Strandfürdő |
| 13                     | Fémipari Vállalat             | 3A, 4, 5A, 6A                   |                                                                                           |
| 14                     | Kábelgyár végállomás          | 3A, 4, 4A, 5A, 6A, 6B           | Prysmian Kábelgyár, Delta-Tech Mérnöki Iroda                                              |

## Külső hivatkozások
- A Nógrád Volán weboldala. [2014. december 30-i dátummal az eredetiből archiválva].
- Valósidejű utastájékoztatás. Nógrád Volán. [2018. augusztus 21-i dátummal az eredetiből archiválva]. (Hozzáférés: 2018. augusztus 21.)